# ASMP
ASMP (Air-Sol Moyenne Portée) – francuski kierowany pocisk odrzutowy powietrze-ziemia z głowicą atomową. Obecnie korzysta się z wersji ASMP-A (Air-Sol Moyenne Portée Amélioré) oraz ASMP-R (czyli ASMP-A po modernizacji). Dawniej używane w bombowcach strategicznych Dassault Mirage IV. Obecnie używane przez francuskie lotnictwo w samolotach Dassault Rafale B, jak również we francuskiej marynarce wojennej, w samolotach pokładowych Dassault Rafale M służących na atomowym lotniskowcu Charles de Gaulle. Jest napędzany odrzutowym silnikiem strumieniowym z poddźwiękową komorą spalania (ramjet) na paliwo ciekłe. Następcą ASMP mają być pociski hipersoniczne ASN4G, które mają być wprowadzane do służby ok. 2035 roku.

## Historia
Pocisk ASMP (Air-Sol Moyenne Portée – „powietrze-ziemia średniego zasięgu”) został opracowany we Francji na początku lat 80. XX wieku, jako element francuskich sił odstraszania atomowego (Force de frappe). Uzbrojony w taktyczną głowicę jądrową, we francuskiej doktrynie obronnej ma pełnić rolę ostatecznego „ostrzegawczego uderzenia” przed ewentualnym użyciem strategicznej broni jądrowej. Przyczyną opracowania pocisku było to, że wraz z rozwojem nowoczesnych środków przeciwlotniczych, już od lat 70. użycie klasycznych bomb atomowych zrzucanych z samolotów stało się potencjalnie mało efektywne z uwagi na łatwość zestrzelenia nosicieli przed osiągnięciem celu. Pocisk może być odpalony z bezpiecznej odległości, a przez swoją prędkość i małe wymiary, jest trudny do zniszczenia. Pocisk ASMP leci po zaprogramowanej trasie, korygowanej za pomocą nawigacji bezwładnościowej. Zasięg i prędkość zależy od wybranego profilu lotu: prędkość 3 Ma i zasięg do 300 km na dużej wysokości lub prędkość 2 Ma i zasięg 80 km na małej wysokości. Moc głowicy jest regulowana.
ASMP wszedł do służby w 1986, zastępując bomby atomowe AN-22, przenoszone przez Dassault Mirage IV, i AN-52, przenoszone przez Dassault Super Étendard. 
Wersją rozwojową jest ASMP-A (air-sol moyenne portée amélioré) o większym zasięgu 500–600 km. Pierwsze odpalenie próbne miało miejsce 23 stycznia 2006, a 1 października 2009 pociski te osiągnęły gotowość operacyjną.
Na uzbrojeniu sił powietrznych znajdują się ok. 75 pociski ASMP/-A (oraz 25 w rezerwie). Przenoszone były przez samoloty: Dassault Mirage 2000N (od 1988), Super Étendard oraz Mirage IVP. Obecnie przenoszone są przez 40 Dassault Rafale B, a w lotnictwie pokładowym Dassault Rafale M. 

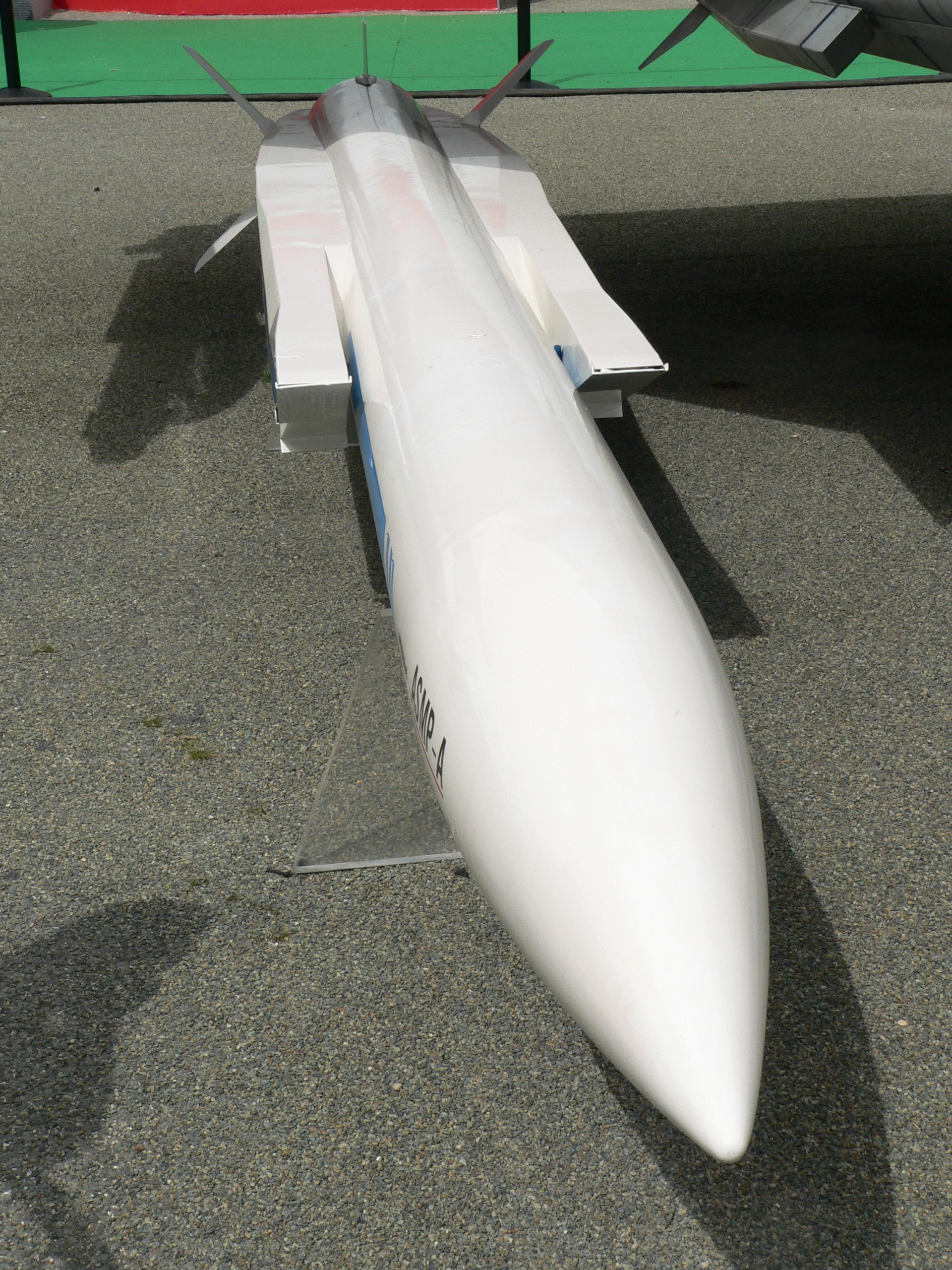
Makieta ASMP-A
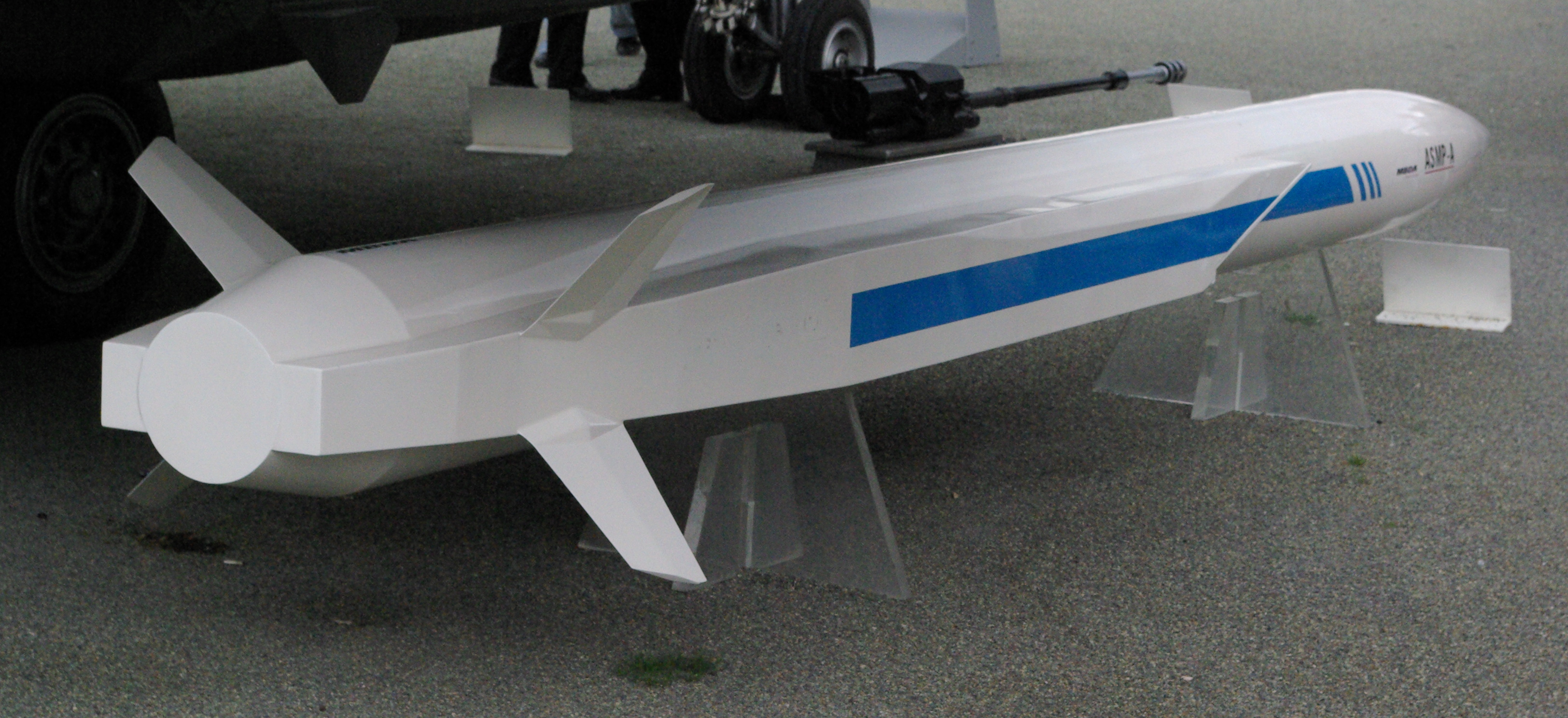
Makieta ASMP-A